# Altafulla
Altafulla ist ein Küstenort in der spanischen autonomen Region Katalonien, ca. zehn Kilometer nördlich von Tarragona. Die Einwohnerzahl betrug am 5.838 (Stand: 2024).

## Wirtschaft
Größter Wirtschaftszweig des Ortes ist der Fremdenverkehr, wenngleich Altafulla bisher vom Massentourismus verschont geblieben ist. Der Strand wurde in den letzten Jahren mehrfach aufgeschüttet und verbreitert und gilt als einer der saubersten in ganz Spanien.
Altafulla besitzt einen Bahnanschluss und ist auch über den nahegelegenen Flughafen von Reus sowie über den internationalen Flughafen Barcelona gut zu erreichen. 

## Sehenswürdigkeiten
Der mittelalterliche Stadtkern (Vila Closa) ist von einer teilweise noch erhaltenen Stadtmauer umschlossen. Im Ort befindet sich eine große, zeitweise bewohnte Burg. Ausgrabungen mit Überresten der Bauten der römischen Villa rustica Els Munts sind überwiegend im Archäologischen Museum von Tarragona untergebracht. Der Dorfkern steht unter Denkmalschutz.

## Kultur
Schutzheiliger der Gemeinde ist Sant Martí (11. November).

## Partnerschaft
- Roviano (Italien), seit 2002